# Spharagemon campestris
Spharagemon campestris es una especie de saltamontes de la subfamilia Oedipodinae, familia Acrididae. Esta especie se distribuye en Norteamérica (Canadá y Estados Unidos).